# ヴォート＝シコルスキー VS-300
ヴォート＝シコルスキー VS-300
VS-300で飛行するイーゴリ・シコールスキイ（1941年）
- 用途：実験機
- 設計者：イーゴリ・シコールスキイ
- 製造者：ヴォート=シコルスキー
- 初飛行：1939年9月14日[1]

ヴォート＝シコルスキー VS-300（Vought-Sikorsky VS-300、又はS-46）は、イーゴリ・シコールスキイ設計による単発のヘリコプターである。3枚ブレードの単ローターを出力75馬力(56kW)のエンジンで駆動した。最初の「自由」飛行は1940年5月13日に行われた。VS-300はアメリカ合衆国で最初に成功した単ローター式ヘリコプターであり、トルク補正用の垂直配置のテールローターを使用した最初の成功例であった。フロートを装着して最初の実用的な水陸両用ヘリコプターとなった。

## 設計と開発
イーゴリ・シコールスキイの実用的なヘリコプターに対する探究は、1938年にユナイテッド・エアクラフト社のヴォート=シコルスキー部門で技術部長（Engineering Manager）を務めていた時、同社の経営陣に長年自分が研究してきた回転翼機に関する問題が打開されるであろうということを確信させることができた時から始まった。最初の実験機VS-300は、1939年9月14日にケーブルに係留されて試験浮揚を行った。この回転翼機のコンセプトの開発中にシコールスキイは初めて単一のエンジンで主ローターとテールローターの双方を駆動する方式を取り入れた。それ以前に単一ローターのヘリコプターで成功した試みは、ソビエト連邦で1931年に開発された出力120 hpに強化されたソ連製のGnome Monosoupapeを2基搭載したYuriev-CheremukhinのTsAGI-1EAであった。後の飛行ではシコールスキイはVS-300にトルク対策の補助として機体の尾端に翼型形状の尾翼も追加したが、これは効果がないと分かり後に取り外された。
サイクリックピッチ制御を完璧に行うことは困難であることが分かり、シコールスキーはサイクリックピッチを固定してテールブームの後方の左右に水平の小さなローターを取り付けることにした。この小さなローターのピッチを同時に変化させて前方と後方への制御を実現していた。ロール方向の制御はブレードの可変ピッチで行った。この機体構成のVS-300では前方方向への飛行は困難であることが分かり、シコールスキイは操縦席を回転式にしようという冗談を披露した。

## 運用の歴史
シコールスキーはVS-300に汎用フロート（ポンツーンとも呼ばれる）を取り付け、1941年4月17日に水面からの離着水を実施してみせて、これが最初の実用的な水陸両用ヘリコプターとなった。同年5月6日には1時間32分26.1秒空中に留まり、それまでフォッケウルフ Fw 61が保持していた滞空時間の世界記録を破った。
VS-300の最終仕様では出力150 hpのフランクリン製エンジンを搭載した。VS-300は貨物搭載能力を持つ最初のヘリコプターの中の1機であった。VS-300には1941年に2つの水平テールローターを取り除き、飛行挙動を格段に改善した新たなサイクリックピッチ制御システムの導入を含む種々の改良が2年に渡り続けられた。

## 現存機
VS-300は1943年にミシガン州 ディアボーンのヘンリーフォード博物館に引き取られ、1985年に修復のためにシコルスキー社の工場に里帰りした期間以外はそこに収蔵されている。

## 要目 (VS-300)
出典: 
諸元
- 乗員: 1
- 全長: 8.53 m （28 ft 0 in）
- 全高: 3.05 m （10 ft 0 in）
- ローター直径: 9.14 m （30 ft 0 in）
- 運用時重量: 522 kg （1,150 lb）
- 動力: フランクリン 4AC-199-E 水平対向4気筒エンジン、67 kW （90 hp at 2,500 rpm）   × 1

性能
- 最大速度: 80 km/h （43 kn） 50 mph
- 航続距離: 121 km （65 nmi） 75 mi
- 実用上昇限度: 4,572 m （15,000 ft）
- 航続時間 1時間30分